# Glaucosphaera
Glaucosphaera Korshikov, 1930 é o nome botânico de um gênero de algas vermelhas unicelulares da família Rhodellaceae.

## Espécies
Apresenta uma única espécie:
- Glaucosphaera vacuolata Korshikov 1930